# Джордж Стивънс
Джордж Стивънс (на английски: George Stevens) е американски филмов режисьор, сценарист и продуцент, роден през 1904 година, починал през 1975 година. 
Стивънс е сред най-титулуваните режисьори от класическия период на Холивуд през 1930-те, 1940-те и 1950-те години. Пет пъти е номиниран за награда „Оскар“ в категорията за най-добър режисьор, печелейки отличието два пъти. Сред най-популярните му филми са „Жена на годината“ (1942) със Спенсър Трейси и Катрин Хепбърн, „Обект на клюки“ (1942) с Кари Грант и Джийн Артър, „Колкото повече, толкова по-весело“ (1943) с Чарлс Кобърн и Джийн Артър, „Място под слънцето“ (1951) с Монтгомъри Клифт и Елизабет Тейлър, „Шейн“ (1953) с Алън Лад, „Гигант“ (1956) с Рок Хъдзън, Джеймс Дийн и Елизабет Тейлър и „Дневникът на Ани Франк“ (1959).

## Биография

### Ранни години
Роден е като Джордж Купър Стивънс на 18 декември 1904 годин в Оукланд, щата Калифорния. Родителите му Ландърс Стивънс и Джорджи Купър са сценични актьори. Има двама братя Джак и Астън. Чичо му Аштън Стивънс е театрален критик. Джордж започва да се появява на сцената в постановките на родителите си още в ранна детска възраст.
В киното навлиза като оператор в средата на 1920-те години, участвайки в много от късите филми на прославения дует Лаурел и Харди. Режисьорския си дебют прави в пълнометражния филм „The Cohens and Kellys in Trouble“ (1933). Големия си пробив, Стивънс прави през 1935 година с филма „Алис Адамс“ с Катрин Хепбърн в главната роля.

## Филмография

### Частична режисьорска филмография
| Година | Филм                                    | Оригинално заглавие          | Бележки              |
| ------ | --------------------------------------- | ---------------------------- | -------------------- |
| 1935   | Алис Адамс                              | Alice Adams                  |                      |
| 1936   | Време за суинг                          | Swing Time                   |                      |
| 1937   | Качествена улица                        | Quality Street               |                      |
| 1937   | Девойка в беда                          | A Damsel in Distress         |                      |
| 1939   | Гунга Дин                               | Gunga Din                    |                      |
| 1940   | Бдение през нощта                       | Vigil in the Night           |                      |
| 1941   | Евтина серенада                         | Penny Serenade               |                      |
| 1942   | Жена на годината                        | Woman of the Year            |                      |
| 1942   | Обект на клюки                          | The Talk of the Town         |                      |
| 1943   | Колкото повече, толкова по-весело       | The More the Merrier         | номинация за „Оскар“ |
| 1951   | Място под слънцето                      | A Place in the Sun           | награда „Оскар“      |
| 1952   | Нещо за което да живееш                 | Something to Live For        |                      |
| 1953   | Шейн                                    | Shane                        | номинация за „Оскар“ |
| 1956   | Гигант                                  | Giant                        | награда „Оскар“      |
| 1959   | Дневникът на Ани Франк                  | The Diary of Anne Frank      | номинация за „Оскар“ |
| 1965   | Най-великата история, разказвана някога | The Greatest Story Ever Told |                      |
| 1970   | Единствената игра в града               | The Only Game in Town        |                      |